# Roboterethik
Roboterethik ist die Anwendung der Ethik auf die Robotik. Sie behandelt die Entwicklung, Herstellung und Verwendung von Robotern.
Mit dem Zunehmen von Robotern im menschlichen Lebenszusammenhängen und dem Klarwerden, dass es sich bei Robotern nicht nur um reine Werkzeuge handelt, sondern um Agenten, Begleiter und Avatare, stellt sich die Frage nach einer Einschätzung der ethischen Herausforderungen an den Menschen. 2004 wurde in Sanremo (Italien) das erste internationale Symposion zur Roboterethik abgehalten und an dieser Stelle auch von Gianmarco Veruggio (Universität Genua) der Begriff „Roboethics“ geprägt. Bereits zuvor wurde das Thema in der Science-Fiction ausführlich behandelt, beispielsweise im Rahmen der von Isaac Asimov entwickelten Robotergesetze.

## Roboethics Roadmap
In der European Robotics Research Network (EURON) Roboethics Roadmap von 2006 wird die ethische Dimension wie folgt dargelegt:
Je nachdem wie die Fähigkeiten der Roboter gesehen werden, ergeben sich unterschiedliche Bewertungen von Robotern in der ethischen Dimension:
- Roboter sind nichts als Maschinen: In diesem Fall ist Roboethics vergleichbar mit der Ethik jeder anderen mechanischen Wissenschaft
- Roboter haben eine ethische Dimension: Hierbei geht man davon aus, dass Roboter eine intrinsische ethische Dimension besitzen, da sie als symbolische Produkte des Menschen die Fähigkeit des Menschen zum ethischen Handeln erweitern und verbessern können.
- Roboter sind moralische Agenten: Künstliche Agenten können nun als moralische Patienten (also Objekt moralischen Handelns) oder moralische Agenten auftreten. Dazu ist es nach der Meinung der meisten Roboethiker nicht notwendig, dass sie, um ethisch zu handeln, unbedingt über einen freien Willen verfügen müssen. Hier wird das Augenmerk auf die Handlung und nicht die Entscheidung zur Handlung gelegt.
- Roboter sind eine neue Spezies: Nach dieser Ansicht werden Roboter nicht nur über Bewusstsein verfügen, sondern in der Moral und Intelligenz menschliche Dimensionen überschreiten.

## Prognose EURON
Laut Prognose des EURON werden Roboter in näherer Zukunft in folgenden Bereichen entwickelt und eingesetzt werden:
- Herstellung von humanoiden Robotern: Also die Herstellung von Robotern bzw. Androiden mit menschenähnlicher Intelligenz und Emotionsfähigkeit. Im Einklang mit der sogenannten Fukuoka World Robot Declaration von 2004 gibt auch EURON drei programmatische Punkte aus:

1. Roboter der nächsten Generation werden als Partner mit Menschen koexistieren.
2. Roboter der nächsten Generation werden Menschen sowohl physisch als auch psychisch unterstützen.
3. Roboter der nächsten Generation werden zu der Realisierung einer sicheren und friedvollen Gesellschaft beitragen.

- Moderne Produktionsanlagen in Fabriken aber auch in Kleinbetrieben
- Anpassungsfähige Serviceroboter und intelligente Häuser; einerseits handelt es sich dabei um humanoide Serviceroboter, andererseits um Wohnräume, die vollkommen computerisiert, sensorgesteuert und vernetzt sind. Als illustratives Beispiel sei der selbstbestellende Kühlschrank genannt, der, sobald die Vorräte zuneige gehen, automatisch bei einem Händler per Netzwerk für Nachschub sorgt.
- Netzwerkrobotik: dabei handelt es sich vor allem um Weiterentwicklungen der künstlichen Intelligenz im Internet, wie sie jetzt schon ansatzweise in Suchmaschinen zu beobachten ist.
- Außenweltroboter: Hier sind vor allem in der Raumfahrt große Fortschritte erzielt worden; aber auch im Bergbau, der Lagerhaltung und in der Landwirtschaft sind in naher Zukunft Weiterentwicklungen absehbar.
- Gesundheitswesen und Lebensqualität: In den letzten Jahren hat relativ unbemerkt eine Robotisierung der Medizin und Chirurgie eingesetzt. Computerunterstützte Diagnoseverfahren, Therapieroboter und chirurgische Roboter sind in Europa seit dem Jahr 2000 zugelassen.
- Militärroboter: Integrierte Verteidigungssysteme, autonome Fahrzeuge und Flugzeuge sowie intelligente Munition.
- Edutainment: Neben Unterricht, Spielwaren und Unterhaltungsindustrie wird hier auch ganz dezidiert die Sexindustrie angesprochen.

In den letzten zwei Jahren ist jedoch vermehrt Kritik an der sehr optimistischen Sicht der zukünftigen Rolle von Robotern in der Gesellschaft laut geworden. Es wird zunehmend die Gefahr gesehen, dass Menschen immer weniger in Lebensbezügen stehen werden, da die Artefakte nur die Illusion von Leben vermitteln können. Die Auswirkungen des dauernden Interagierens mit pseudomenschlichen Wesen auf die Psyche der Menschen werden zumindest als potentiell problematisch angesehen. Eine substanzielle Kritik am Einsatz von Robotern im sozialen und militärischen Bereich, vorgetragen in erster Linie durch den Computerpionier Joseph Weizenbaum, findet sich in dem Dokumentarfilm Plug & Pray.
Die ethischen Herausforderungen der nächsten Jahre werden somit nicht „Roboterrechte“ darstellen, sondern den Umgang mit der kommenden Realität von einer robotisierten Gesellschaft.

## Robotik und Recht
Parallel zu der Beschäftigung mit Robotik aus ethischer Perspektive entwickelt sich eine rechtswissenschaftliche Betrachtung der spezifischen Fragestellungen beim Einsatz von Robotern. Im Mittelpunkt stehen dabei vor allem die zivil- und strafrechtliche Haftung sowie die durch einen erhöhten Autonomiegrad notwendigen Verschiebungen der Haftungszurechnung, so zum Beispiel im Bereich Robotik und AAL. Mit dem Einsatz von Robotern zur Wahrnehmung staatlicher Aufgaben in besonders grundrechtssensiblen Bereichen, zum Beispiel in Gefängnissen, stellen sich zudem auch besondere öffentlich-rechtliche Fragen, etwa im Bereich des Datenschutzes, die über die Anforderungen an Produktsicherheit und Zulassungskriterien hinausgehen. Der Einsatz von Robotern wird die Gesellschaft in Zukunft vor eine Vielzahl bislang ungelöster juristischer Probleme stellen. Am ehesten wird diese Diskussion im Rahmen von autonom fahrenden Autos geführt, welche unter Umständen auch eine Entscheidung über Leben und Tod treffen müssen. Bislang gibt es nur sehr wenige Rechtsanwälte, die sich mit dem Thema „Roboterrecht“ beschäftigen und auf diesem Gebiet beraten.

## Aktuelle Entwicklungen
Die Roboterethik wird seit 2016/17 von verschiedenen Stellen bearbeitet, etwa der IEEE, dem Europäischen Parlament und der europäischen Vereinigung für Robotik (euRobotics) – insbesondere in der Themengruppe „Ethical, Legal and Socio-Economic Issues“.

## Ethik der künstlichen Intelligenz und künstlichen Bewusstseins
Parallel zur Roboterethik gibt es auch Ansätze für ethische Grundsätze zur Entwicklung, Nutzung, Erforschung, Design und Verbreitung von künstlicher Intelligenz oder künstlichem Bewusstsein. Diese können sich auf die gegenwärtige Nutzung von Algorithmen – etwa in Wirtschaftsprozessen – beziehen oder die Entwicklung fortschrittlicher künstlicher „Superintelligenz“ – inklusive solcher ohne jegliche Robotik oder „Bots“ – behandeln. Beispielsweise schlägt der Philosoph Thomas Metzinger vor, ein globales Moratorium bis 2050 für jegliche Forschung, die das Entstehen von künstlichem Bewusstsein auf „post-biotischen Trägersystemen“ anstrebt oder wissentlich riskiert, zu etablieren, da dies mit erheblichem Leid für die jeweiligen Systeme einhergehen könnte bzw. würde („Suffering-Risks“).